# Hippolyte Coste
Pour les articles homonymes, voir Coste.
Hippolyte Jacques Coste est un curé et un botaniste français, né le 20 décembre 1858 au mas d'Estioussès près de Balaguier-sur-Rance en Aveyron et mort le 23 novembre 1924 à Saint-Paul-des-Fonts toujours en Aveyron. Il est resté notoire pour sa Flore de France, encore complétée et rééditée au XXIe siècle.

## Vie et œuvres

### Enfance et formation
Fils de paysans, il entre au Petit Séminiaire de Belmont-sur-Rance en 1870. Un léger handicap qui l’empêche de reprendre la ferme familiale l’incite à se diriger vers la prêtrise. En 1878, il entre au Grand Séminaire de Rodez.
Passionné par la nature et particulièrement par les plantes, il herborise depuis longtemps. Il rencontre en 1882, le chanoine Joseph Revel (1811-1887), de Villefranche-de-Rouergue, qui le convainc de réaliser un herbier de France. Il est ordonné prêtre le 20 décembre 1884.

### Carrière ecclésiastique et scientifique
L’année suivante, Coste devient professeur au collège Saint-Joseph de Villefranche-de-Rouergue, il entre également à la Société botanique de France. En 1886, à sa demande, il devient vicaire à Monclar. Il fait paraître sa première publication scientifique dans le Bulletin de la Société botanique de France. Il refuse la proposition de Gaston Bonnier (1851-1922) de réaliser une flore illustrée de France.
En 1890, après une tentative ratée d’installation à Toulouse, Coste est nommé vicaire à Sainte-Eulalie-de-Cernon puis, en 1894, à Saint-Paul-des-Fonts où sa charge lui laisse moins de temps pour ses occupations botaniques. D’autant qu’au cours de l’année, il devient curé de cette paroisse. Il y demeurera vingt-sept ans. Dès 1894, il se lie d'amitié avec l'abbé Joseph Soulié (1868-1930) avec lequel il va herboriser pendant 30 ans; ils vont aider Eugène Jordan de Puyfol en Auvergne, à corriger l'immense herbier d'Alexis Jordan.

### La Flore de France
C’est l’éditeur et botaniste amateur de Genève Paul Klincksieck qui fait appel à Coste. Klincksieck veut s’inspirer de la flore américaine réalisée par Nathaniel Lord Britton (1859-1934) et Addison Brown (1830-1913) sous le titre An Illustrated Flora of the Northern United-States, Canada, and the British Possessions pour réaliser une flore sur le même principe pour la France. C’est par l’intermédiaire de la Société botanique de France que Klincksieck rencontre Coste. Les dessins sont réalisés par différents dessinateurs sur la base des spécimens sélectionnés par Coste. La Flore de France commence à paraître en juin 1900 et s’achève en décembre 1906. Elle est illustrée de 4 800 figures originales d’une grande précision. Elles seront souvent réutilisées dans d’autres ouvrages. Cette flore va être un ouvrage de référence pour de nombreuses générations de botanistes et reste encore aujourd’hui un ouvrage incontournable. Rééditée plusieurs fois, elle est complétée et corrigée par sept suppléments publiés en 1972-1990 par Paul Jovet (1896-1991), Roger de Vilmorin (1905-1980) et Michel Kerguélen (1928-1999).

### Décès et postérité
Malade à partir de 1916, il meurt en 1924 dans son presbytère de Saint-Paul-des-Fonts.
Son herbier, grossi des récoltes de l'abbé J. Soulié, est détenu par la Société des lettres, sciences et arts de l'Aveyron et est conservé depuis 1970 aux herbiers MPU à l'Institut de Botanique de l'Université Montpellier 2. Les notes de Coste et celles de P. Fourès ont été reprises par l'abbé J. Terré pour fournir l'essentiel du nouveau Catalogue des plantes de l'Aveyron (1955-1979).
Un buste en bronze, œuvre du sculpteur rouergat Marc Robert (1875-1962), a été érigé en 1927 devant son église à Saint-Paul-des-Fonts.
Un lieu consacré à l'œuvre d'Hippolyte Coste et dédié à sa mémoire a été aménagé dans le jardin et le presbytère de l'église de Saint-Paul-des-Fonts, l’Espace botanique Hippolyte Coste.
En 1956, une croix en bois est érigée en haut de la falaise du cirque de Saint-Paul-des-Fonts sur le domaine de la Vialette. Le 26 mai 2018, une croix en fer fabriquée par Jean-Luc Combes, pour son oncle Hippolyte Coste, remplace la croix en bois qui s’était cassée.

## Distinctions
- Officier d'académie
- Chevalier de la Légion d'honneur

## Principaux ouvrages
- Flore descriptive et illustrée de la France de la Corse et des contrées limitrophes, 1901-1906. Klincksieck, Paris, 3 volumes, XXXVI+416/627/VII+807.
  - Rééditée en 1937 (Librairie des Sciences et des Arts, Paris), 1985 (Librairie Scientifique et Technique Albert Blanchard, Paris), 1990, 2007.
  - Disponible en ligne au format PDF sur Tela Botanica.